# SJ X32K
Die 2002 gebauten schwedischen Elektrotriebzüge des Typs X32K der SJ waren eine Fernverkehrsvariante der bereits vorher gebauten Dreiwagentriebzüge vom Typ X31K, die als Öresundståg bekannt sind.

## Bauart
Die wagenbaulich mit den X31 übereinstimmenden X32 waren in der ersten Klasse mit drei Sitzen nebeneinander ausgerüstet, hatte komfortablere Sitze in der zweiten Klasse im reservierbaren Teil des Zuges, mehr Toiletten, Gepäckablagen und eine Küchenzeile. Äußerlich konnte man den Unterschied zwischen den Baureihen daran erkennen, dass die X32 zwei rote Streifen unter den Fenstern sowie ein dunkelblaues Dach hatten. Die Wagen sind mit Steckdosen an den Sitzen ausgerüstet, zudem ist der Zwischenwagen zwischen den Drehgestellen einschließlich der Einstiegsräume niederflurig. Die Wagen laufen auf luftgefederten Drehgestellen, die Wagenkästen sind Aluminiumkonstruktionen. Die Führerstände sind nach dem Vorbild der dänischen Dieseltriebzüge der Reihe MF mit der Übergangstür verbunden, sie können im Zugverband weggeklappt werden. Damit ist der gesamte Zug auch für die Reisenden durchgängig begehbar.
Mit der Vielfachsteuerung können maximal fünf Triebzüge als Triebwagenzug gefahren werden. Die einzelnen Triebzüge haben folgende Reihung: Triebwagen 43xx + Mittelwagen 47xx + Triebwagen 45xx. Der Kennbuchstabe K bedeutet, dass die Triebzüge für den Verkehr nach und in Dänemark angepasst sind. Die Züge fuhren bis 2007 auf der Västkustbana zwischen Malmö und Helsingborg / Ängelholm. Zuvor, bis etwa 2006, waren die X32-Züge auf der Kust till kust-bana von Göteborg nach Kalmar/Karlskrona im Einsatz. Danach fuhren dort Triebzüge des Typs Bombardier Regina und später lokbespannte Züge.
Einheiten der Reihen X32 und X31 können miteinander gekuppelt werden. In dieser Form waren die Züge zwischen Alvesta und Emmaboda im Einsatz.

## Umbau in X31-Standard

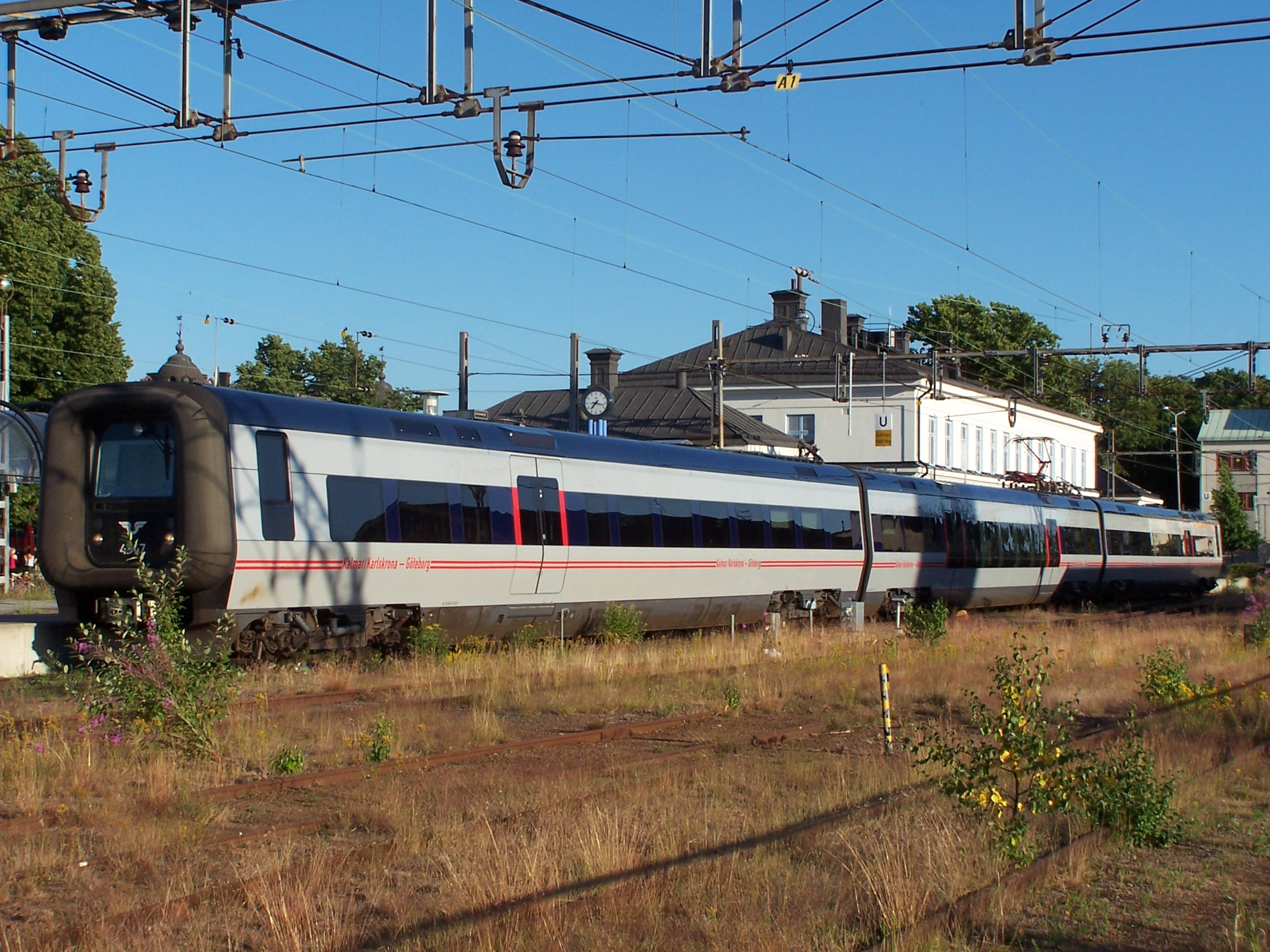
Eine X32-Zuggarnitur in Karlskrona

2007 wurden alle X32-Züge in den Standard der Baureihe X31 umgebaut, weil auf der Blekinge Kustbana nach ihrer Elektrifizierung mehr X31-Einhheiten benötigt wurden. Darüber hinaus wurden auf Grund zunehmender Fahrgastzahlen mehr Züge über den Öresund geführt. Die X32 wurden in ihrer Ursprungsform von den Danske Statsbaner im Öresundverkehr nicht akzeptiert und durften somit nicht in Dänemark verkehren. Der Hintergrund waren formale Anforderungen, weil im Pendlerverkehr Helsingör–Kastrup Lokalzüge verkehren sollten.
Die Züge behielten jedoch wegen ihrer zusätzlichen Toilette die Baureihenbezeichnung X32K.
2013 sind die Züge auf die beiden lokalen Gesellschaften Skånetrafiken (4344, 4346, 4348) und Blekingetrafiken (4343, 4345, 4347, 4349) verteilt worden, sie werden für den Einsatz nach Dänemark von Öresundståg eingesetzt.